# Vrubozobí
Vrubozobí (Anseriformes) jsou řádem středně velkých až velkých ptáků, který zahrnuje čeledi kamišovitých, husovcovitých a kachnovitých. Řád sdružuje kolem 180 druhů, přičemž drtivá většina z nich (cca 170 druhů) náleží k čeledi kachnovitých, jež zahrnuje mj. husy, bernešky, husičky, labutě, husice, čírky a poláky. Většina zástupců je dobře přizpůsobena životu na vodní hladině, i když některé druhy jsou suchozemské. Jsou rozšířeni po celém světě kromě Antarktidy. S výjimkou kamišovitých mají všichni vrubozobí penis, který u skupiny Neoaves jinak chybí.

## Popis
Vrubozobí jsou velcí, zavalití ptáci s dlouhým krkem a krátkým zobákem. Společným znakem všech vrubozobých jsou vroubkované okraje zobáku, lamely, které původně umožňovaly vrubozobým filtrovat drobné částečky z vody nebo bahna. Ne všechny druhy se živí filtrací, husy a bernešky se pasou na vegetaci, mořčáci, kteří jsou rybožraví, mají zobák hákovitý, podobný zobáku kormorána. Okraj zobáku morčáků je ale také vroubkovaný, v tomto případě jim dobře slouží k uchopení kluzké kořisti.
Dalším znakem vrubozobých jsou krátké, poměrně vzadu postavené končetiny a všechny prsty kromě zadního spojené plovací blánou. Většina vrubozobých jsou dobří plavci, někteří se za potravou potápí, silné nohy jim pak slouží jako výkonná vesla. Na zemi jsou naopak vrubozobí poněkud neobratní.
K životu ve vodě je přizpůsobeno i jejich opeření – mají husté prachové peří a velkou kostrční žlázu, jejímž mastným sekretem si peří potírají. To je pak nepropustné pro vodu. Samci ve svatebním šatu bývají pestře a nápadně zbarveni, samice jsou zpravidla hnědé. Samci na začátku hnízdění přepeřují do prostého šatu, při tom ztrácejí letky a nějakou dobu nemohou létat.
Vrubozobí jsou dobří letci, létají rychle (až 100 km/h), velké druhy v klínech, často je slyšet svist letek. Při vzlétnutí se často rozbíhají po hladině.
Severské druhy jsou tažné.

## Rozmnožování

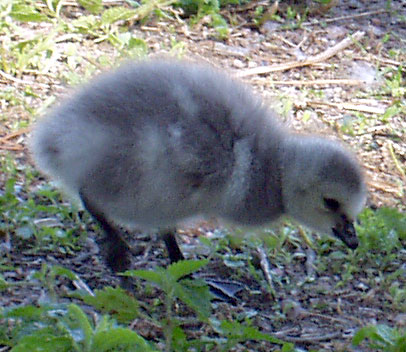
Mládě bernešky bělolící

Vrubozobí jsou většinou monogamní, vyskytuje se u nich pohlavní dvojtvárnost, samci jsou pestří, samice nenápadně zbarvené.
Vrubozobí hnízdí většinou na zemi, jsou druhy, které hnízdí na stromech (morčák, hohol) nebo na plovoucích hnízdech (labutě) nebo dokonce v norách v zemi (husice). Samice snáší 4-13 vajec, někdy i do hnízd jiných samic. Mláďata jsou nekrmivá, od narození následují své rodiče.

## Vrubozobí a člověk
Někteří vrubozobí jsou domestikovaní člověkem (kachna domácí, husa domácí). Divoce žijící druhy jsou lovnou zvěří. Užitkové druhy vrubozobých se označují jako vodní drůbež.

## Evoluce
Vrubozobí a hrabaví (vědecky Galloanserae) jsou dle současných názorů monofyletickou skupinou na bázi letců (Neognathae). Patří zřejmě mezi první zástupce moderních ptáků, kteří se v průběhu evoluce objevili - jejich fosilie známe již z období pozdní křídy. Nejstarší známí vrubozobí jsou rody Vegavis ze svrchní křídy Antarktidy, Presbyornis ze spodního eocénu ve Wyomingu a Telmabates ze spodního eocénu Patagonie.
Nejstarší potápivé formy vrubozobých známe z období eocénu z území současného Kazachstánu. Další vývojově starobylou (bazální) formou je Anachronornis z pozdního paleocénu Wyomingu.
Na Novém Zélandu žila ještě před příchodem člověka velká nelétavá husa rodu Cnemiornis.

## Vrubozobí žijící na území ČR
- Berneška bělolící (Branta leucopsis)
- Berneška rudokrká (Branta ruficollis)
- Berneška tmavá (Branta bernicla)
- Berneška velká (Branta canadensis)
- Čírka modrá (Anas querquedula)
- Čírka modrokřídlá (Anas discors)
- Hohol islandský (Bucephala islandica)
- Hohol severní (Bucephala clangula)
- Hoholka lední (Clangula hyemalis)
- Husa běločelá (Anser albifrons)
- Husa indická (Anser indicus)
- Husa krátkozobá (Anser brachyrhynchos)
- Husa nilská (Alopochen aegyptiacus)
- Husa malá (Anser erythropus)
- Husa polní (Anser fabalis)
- Husa velká (Anser anser)
- Husice liščí (Tadorna tadorna)
- Husice rezavá (Tadorna ferruginea)
- Hvízdák americký (Anas americana)
- Hvízdák eurasijský (Anas penelope)
- Kachna divoká (Anas platyrhynchos)
- Kachnice bělohlavá (Oxyura leucocephala)
- Kachnice kaštanová (Oxyura jamaicensis)
- Kachnička mandarinská (Aix galericulata)
- Kajka královská (Somateria spectabilis)
- Kajka mořská (Somateria mollissima)
- Kajka Stellerova (Polysticta stelleri)
- Kopřivka obecná (Anas strepera)
- Labuť malá (Cygnus columbianus)
- Labuť velká (Cygnus olor)
- Labuť zpěvná (Cygnus cygnus)
- Lžičák pestrý (Anas clypeata)
- Morčák bílý (Mergus albellus)
- Morčák prostřední (Mergus serrator)
- Morčák velký (Merus merganser)
- Polák chocholačka (Aythya fuligula)
- Polák kaholka (Aythya marila)
- Polák malý (Aythya nyroca)
- Polák velký (Aythya ferina)